# Ján Kollár
Ján Kollár, někdy také Jan Kollár (29. července 1793 Mošovce – 24. ledna 1852 Vídeň), byl básník, jazykovědec, historik a evangelický farář slovenského původu, píšící česky, významná osobnost českého národního obrození a slovenského národního obrození, propagátor ideje slovanské vzájemnosti panslavismu. Psal i pod pseudonymem Čechobratr Protištúrsky.

## Život
Ján Kollár pocházel z venkovského zemědělsko-řemeslnického rodu. Jeho otec Matěj byl zemědělec a řezník, v obci často volený rychtářem nebo notářem. Místní školu vychodil v Mošovcích, projevoval literární a výtvarné zájmy, zejména k řezbářství. Nižší gymnázium vystudoval v letech 1806–1809 v Kremnici, ale před vstupem do vyššího ročníku ho otec roku 1809 povolal domů, aby pracoval v rodinném hospodářství, a dal ho do učení na řezníka. To však mladého Jána Kollára nebavilo, a tak odešel z domova k bratranci, učiteli Jánu Kollárovi do Slovenského Pravna. Krátce pak učil v rodné obci
V letech 1810–1812 studoval na gymnáziu v Banské Bystrici, kde měl na jeho literární vkus a vývoj vliv tamní rektor Paulus Magda. Roku 1812 odešel na evangelické filozoficko-teologické lyceum do Prešpurku, kde studoval až do roku 1815. Učil se tam řečtinu, četl latinské a německé klasiky a moderní evropskou literaturu. Odkázán na vlastní obživu, vedl o prázdninách roku 1813 tamní sirotčinec. V letech 1815–1817 působil jako vychovatel, přátelil se s S. Rožnayem a četl české a slovenské knihy.
Od roku 1817 studoval protestantskou teologii na univerzitě v Jeně. Cestou se seznámil s Josefem Jungmannem. V Jeně poznal Frederiku Wilhelminu Schmidtovou, dceru německého pastora, ve svých básních opěvovanou Mínu, do které se zamiloval. V skrytu duše zřejmě doufal, že se Wilhemina stane jeho manželkou, ale její rodiče tomuto vztahu nepřáli. Po studiích roku 1819 Kollár přijal úřad evangelického duchovního v Pešti, kde s přestávkami působil třicet let. V roce 1834 se stal prvním předsedou Spolku milovníků slovenské řeči a literatury. Ve své lásce vytrval a Wilhelmina, které přezdíval Mína, se stala jeho celoživotní inspirací a múzou. Přestože byla původem Němka, stala se pro Kollára předobrazem slovanské ženy a ve svých dílech ji povyšoval na slovanský ideál krásy. Jejich vztah došel naplnění až po sedmnácti letech odloučení, 22. září 1835, kdy se z nich konečně stali manželé. Mína se slovensky ani česky nikdy nenaučila a vychovávala dceru Ludmilu v německém jazyce.
Od roku 1819 působil Kollár v Pešti nejprve jako uherský vikář, po schválení úřadu slovenského kazatele pro Pešť se stal tamním slovenským kazatelem.
Nesouhlasil se snahou osamostatnit slovenštinu jako nezávislý jazyk, čímž se dostal do konfliktu s mladší generací slovenských vzdělanců a spisovatelů v čele s Ľudovítem Štúrem. Svou orientaci na český jazyk manifestoval v raných novinových příspěvcích pseudonymem Čechobratr protištúrovský. Jejich spor vyvrcholil roku 1848, kdy byl Kollár svými odpůrci zajat. Osvobodilo ho císařské vojsko a za své služby byl roku 1849 povolán do Vídně, kde se stal profesorem slovanské archeologie na Vídeňské univerzitě.
Jeho rodný dům shořel do základů 16. srpna 1863. Požárem zůstala netknutá jen sýpka, která byla z celého domu jako jediná postavena z kamene. V roce 1974 v ní bylo vytvořeno muzeum.
Ján Kollár byl původně pohřben na vídeňském hřbitově Sv. Marxe (Skt. Marx Friedhof), po zrušení tohoto hřbitova byl jeho hrob přenesen na nový Vídeňský ústřední hřbitov a nakonec byl 16. května 1904 přenesen na Olšanské hřbitovy v Praze. Jeho hrob s pomníkem se zde nachází na I. obecním hřbitově na křižovatce hlavních cest.

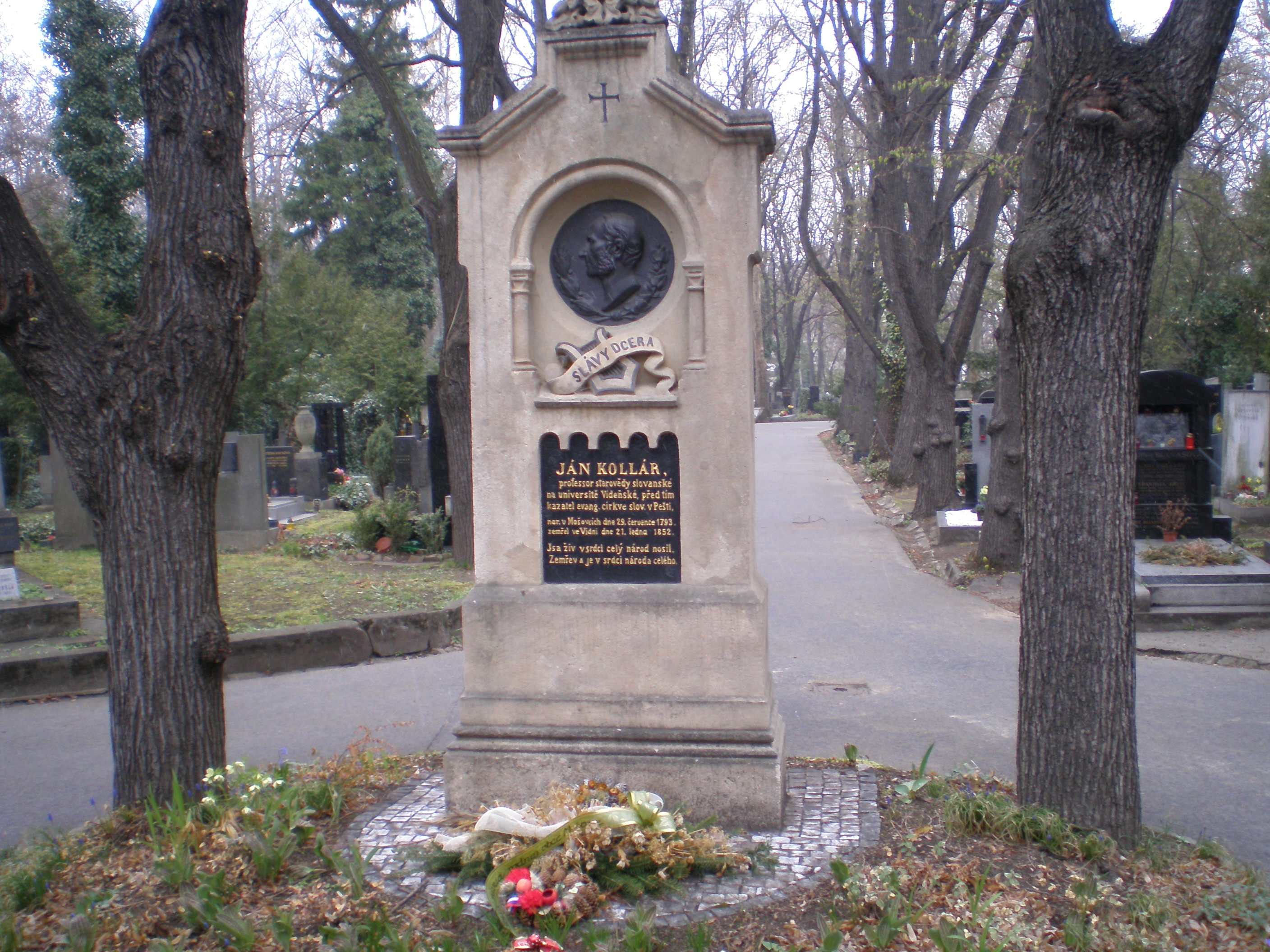
Hrob Jána Kollára na Olšanských hřbitovech v Praze

## Dílo

### Poezie
- Deploratio praesentis status Hungariae
- Básně – střet milostného citu s láskou k vlasti
- Slávy dcera – životní dílo, vzniklo ze sbírky Básně. V prvním vydání obsahovalo předzpěv (je veršován v časomíře) a 150 sonetů (ve druhém vydání přidal dva zpěvy – Léthé a Acherón – slovanské nebe a peklo). Sonety jsou rozděleny do tří zpěvů, nazvaných podle (kdysi slovanských) řek Labe, Dunaj a Sála. Inspirací díla byla Dantova Božská komedie. Básník, provázený Amorem – Milkem (který se stále ptá) a Mínou, putuje po zemích, kde žili Slované (a od druhého vydání i po slovanském nebi a pekle). Čtenáři se často ztotožňovali s jeho názory. Kompozice je neuspořádaná. Dílo je psáno starobylým jazykem a je poměrně složité. Obsahuje narážky na tehdejší dobu.
- Písně světské lidu slovenského v Uhřích – dva díly. Sebral je s pomocí P. J. Šafaříka a dalších.
- Národnié zpievanky čili písně světské Slováků v Uhrách jak pospolitého lidu, tak i vyšších stavů, sebrané od mnohých, v pořádek uvedené, vysvětleními opatřené a vydané – běžně se používá název Národnié zpievanky. Jde o dvousvazkové rozšíření Písní světské lidu slovenského v Uhřích.

### Vědecká

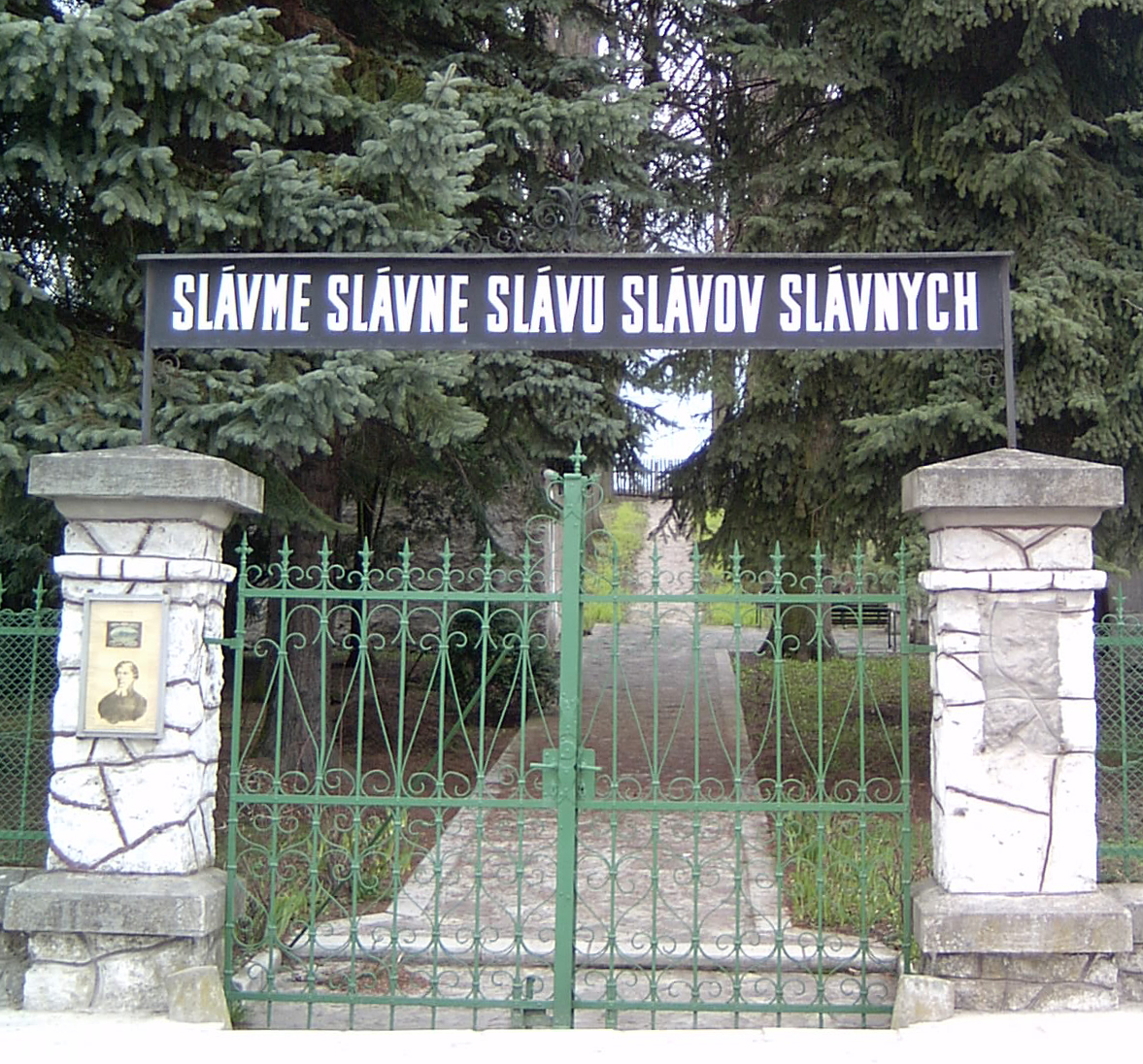
Motto

- O literárnej vzájemnosti mezi kmeny a nářečími slávskými – V tomto díle šíří své názory na slovanskou vzájemnost. Slovany považuje za národ, který má čtyři základní nářečí:
  1. ruské
  2. polské
  3. srbochorvatské
  4. československé
- Sláva bohyně a původ jména Slavův čili Slavjanův
- Paměti

### Učebnice
- Čítanka
- Slabikář
- KOLLÁR, Ján. Abecedár aneb Šlabikár pre Kraginské Školy w Uherském Králowstwí. W Buďjňe: [s.n.], 1823. Dostupné online.

### Kazatelská
- Nedělní, svátečné i příležitostné kázně a řeči od Jana Kollára

### Cestopisy, historie a memoáry
- Cestopis, obsahující cestu do Horní Itálie a odtud přes Tyrolsko a Bavorsko se zvláštním ohledem na slavjanské živly r. 1841 konanou, (Pešť 1843). Ke knize je připojen výčet jmen téměř 600 slovanských sochařů, malířů a rytců s příklady jejich děl včetně ruských. U českých umělců Kollár ověřoval, zda mluví česky a hlásí se k českému původu. Jako editor knih si zvláště oblíbil rytce, například Josefa Rybičku.
- Cestopis druhý (vyšel posmrtně, Spisy J.K., svazek 4, 1863)
- Paměti z mladších let života (vyšly posmrtně, Spisy J. K., svazek 4, 1863, 2. vydání 1950)
- Staroitalia slavjanská aneb objevy a důkazy živlů slavských v zeměpisu, dějinách a v bájesloví, zvláště v řeči a v literatuře nejdávnějších vlaských a sousedních kmenů, z kterých zřejmo, že mezi prvotními osadníky a obyvateli této krajiny i slavjané nad jiné četnější byli (1853) – vyslovuje zde domněnku, že Italové jsou slovanského původu.

Dále napsal celou řadu menších děl, kázání a úvah, příspěvků do časopisů a novin. Značné množství těchto děl se týkalo jazyka. Kollár se též zabýval rukopisy (Rukopis královédvorský a Rukopis zelenohorský) a došel k názoru, že jsou pravé.

## Odkaz a pozůstalost
Několik předmětů z osobní pozůstalosti manželů Kollárových včetně snubních prstenů a Jánovy kadeře vlasů s ověřovacím podpisem MUDr. Jindřicha Matiegky na štítku, stejně jako návrh pomníku a portrétní busta jsou ve sbírkách Národního muzea v Praze. Bronzová busta byla odhalena rovněž v Panteonu Národního muzea.

## Zajímavost
V díle Slávy dcera oslavil Jan Kollár i tehdejší moderní dopravní prostředek – draisinu, kterou sám používal.

## Galerie

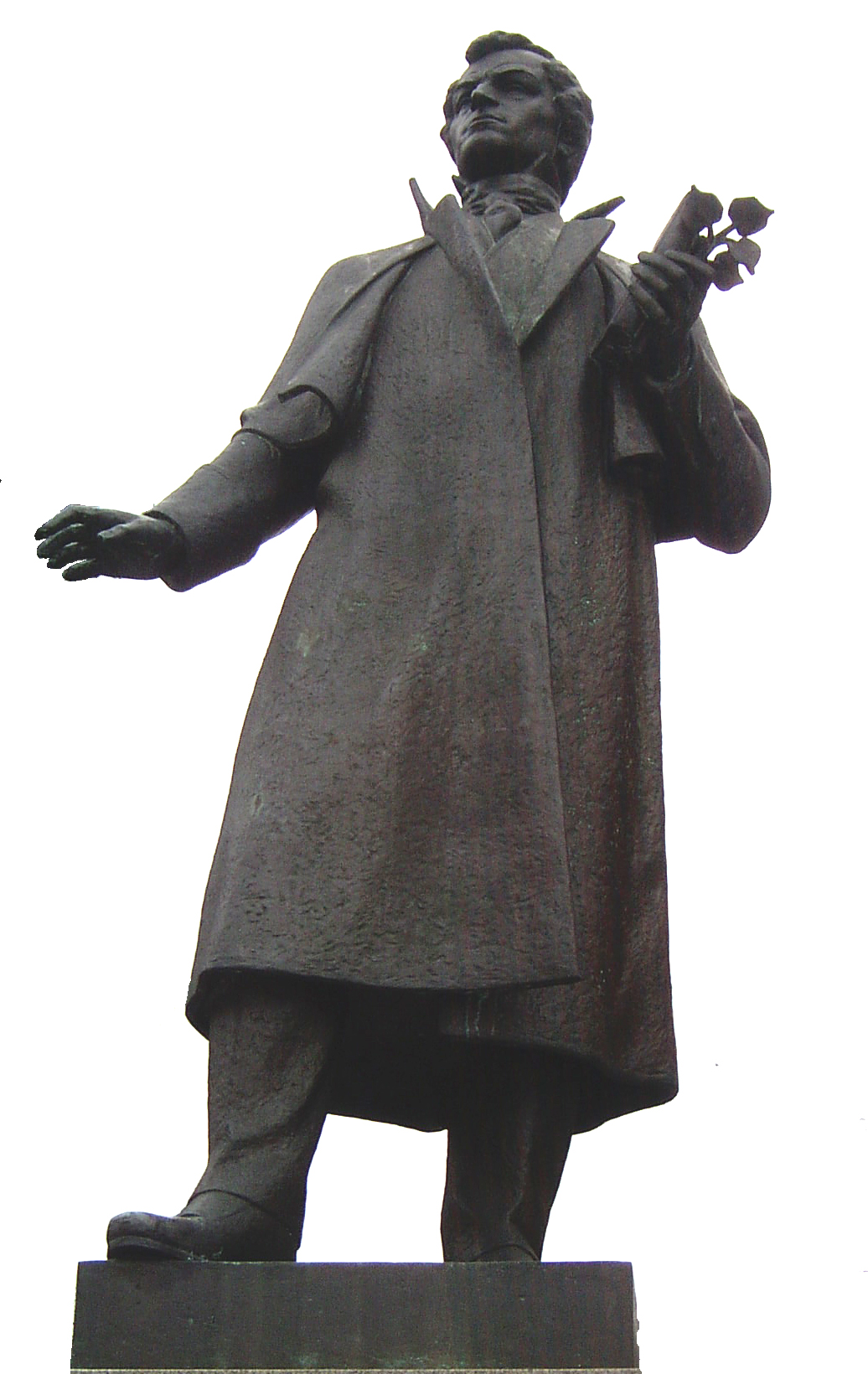
Socha Jána Kollára v Mošovcích
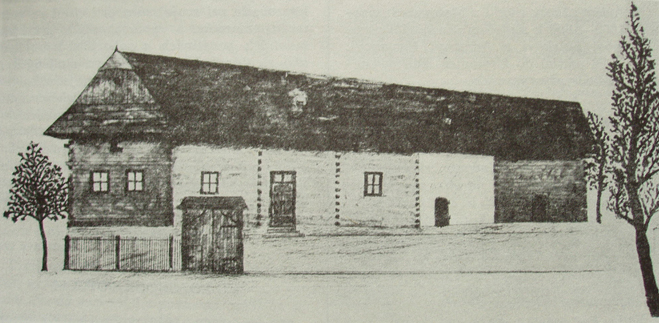
Rodný dům Jána Kollára v Mošovcích
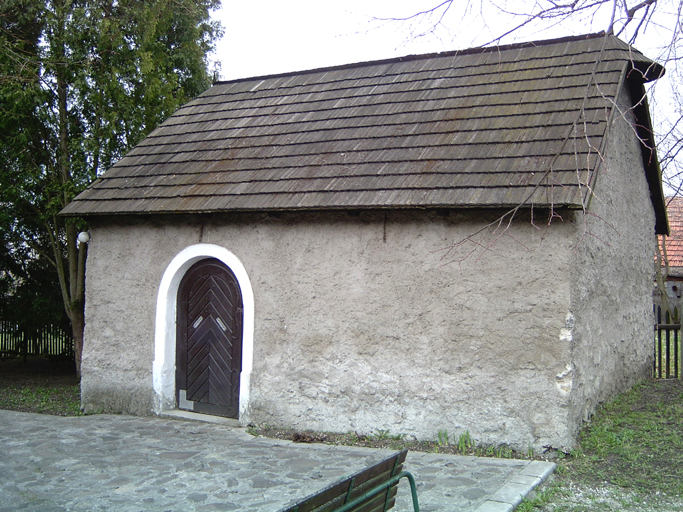
Muzeum Jána Kollára v Mošovcích
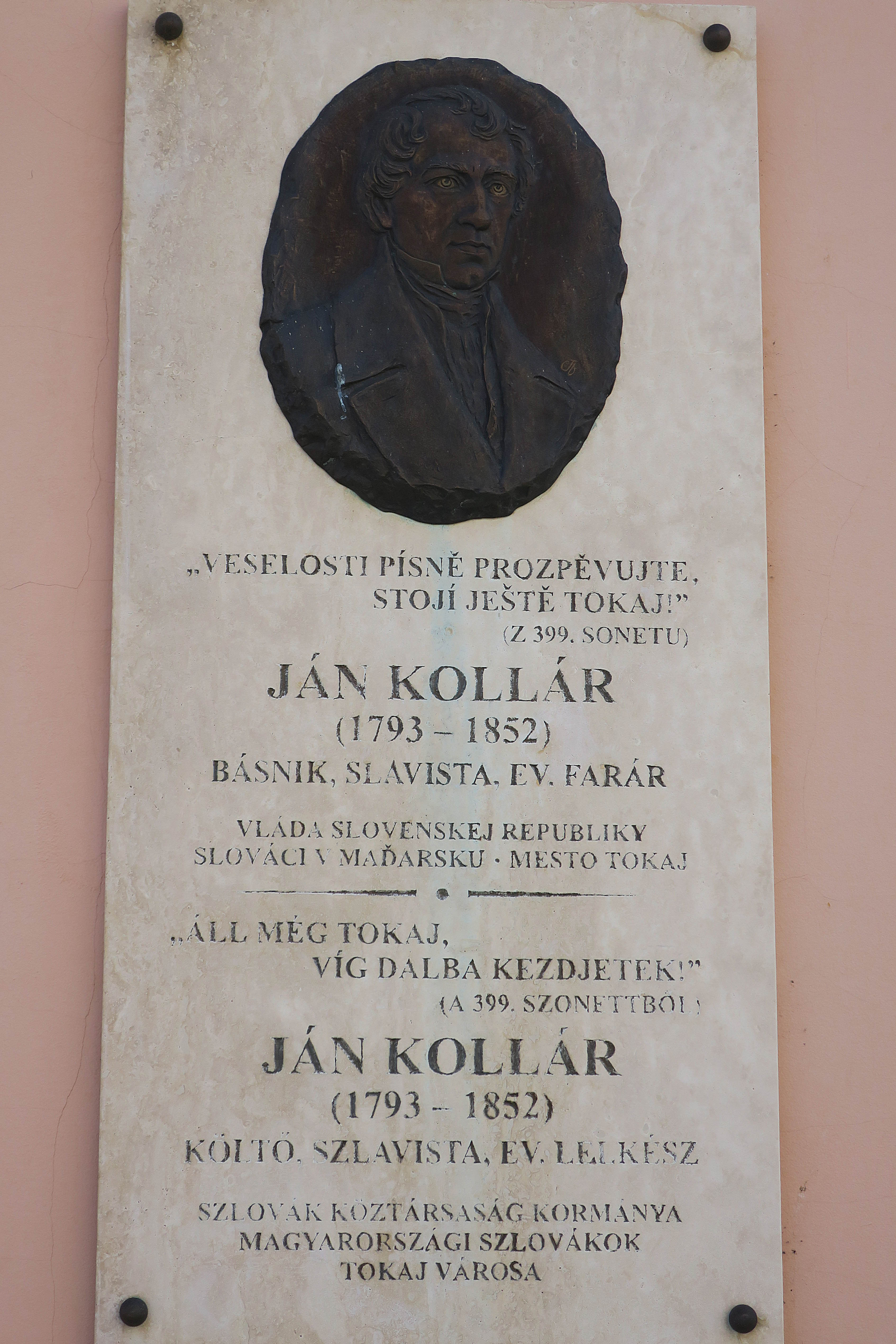
Pamětní deska Jána Kollára v maďarském městě Tokaj